# Онгенд
Онгенд (Ангантюр; лат. Ongendus, дат. Angantyr) — правитель Дании первой половины VIII века.

## Биография
Онгенд упоминается Алкуином в «Житии святого Виллиброрда». Согласно этому сочинению, англосаксонский миссионер Виллиброрд, проповедуя у фризов, посетил «дикий народ данов» где-то ранее 714 года. Там его принял Онгенд, которого житие характеризует как «человека более жестокого, нежели дикий зверь, и более твёрдого, нежели камень», но согласившегося выслушать Виллиброрда.